# Sphyrelata
Sphyrelata is een geslacht van vlinders van de familie sikkelmotten (Oecophoridae), uit de onderfamilie Oecophorinae.

## Soorten
- S. amotella (Walker, 1864)
- S. escharias Meyrick, 1921
- S. indecorella (Walker, 1864)
- S. melanoleuca Meyrick, 1883